# Dendrobium summerhayesianum
Dendrobium summerhayesianum är en orkidéart som beskrevs av Alex Drum Hawkes och Alfonse Henry Heller. Dendrobium summerhayesianum ingår i släktet Dendrobium, och familjen orkidéer. Inga underarter finns listade i Catalogue of Life.